# Dithard von Rabenau
Dithard von Rabenau (* 7. Juli 1943 in Halle (Saale)) ist ein deutscher Karikaturist und Cartoonist. Seine Zeichnungen wie zum Beispiel Rabenaus wundersame Erlebnisse erscheinen in Tageszeitungen und als Bücher in Deutschland, Österreich und der Schweiz.

## Familie
Er entstammt der Adelsfamilie von Rabenau, welche ihre Ursprünge im 13. Jahrhundert in Rabenau (Sachsen) hat. Er ist der Sohn des Rittmeisters und Diplom-Psychologen Karl-Heinz von Rabenau (* 1913) und dessen erster Ehefrau Felicitas Kreutz (* 1917), Tochter des Theaterintendanten Heinrich Kreutz.
Seit mehr als zwanzig Jahren veröffentlicht er den Comic Rabenaus wundersame Erlebnisse, der in Zeitungen verschiedener Länder täglich erscheint. Seine Lebensgefährtin und Muse, die Illustratorin Arifé Aksoy, koloriert den Comic.